# 5e cérémonie des International Indian Film Academy Awards
La 5e cérémonie des International Indian Film Academy Awards s'est déroulée en 2004, et a récompensé les performances des artistes du cinéma indien.

## Palmarès

### Récompenses populaires
| Catégorie                               | Lauréat                                                           |
| --------------------------------------- | ----------------------------------------------------------------- |
| Meilleur film                           | Kal Ho Naa Ho de Nikhil Advani                                    |
| Meilleur réalisateur                    | Rakesh Roshan (Koi... mil gaya)                                   |
| Meilleur acteur                         | Hrithik Roshan (Koi... mil gaya)                                  |
| Meilleure actrice                       | Preity Zinta (Kal Ho Naa Ho)                                      |
| Meilleur acteur dans un second rôle     | Saif Ali Khan (Kal Ho Naa Ho)                                     |
| Meilleure actrice dans un second rôle   | Jaya Bachchan (Kal Ho Naa Ho)                                     |
| Meilleur acteur dans un rôle de méchant | Feroz Khan (Janasheen)                                            |
| Meilleur acteur dans un rôle comique    | Boman Irani (Munna Bhai M.B.B.S.)                                 |
| Meilleur compositeur                    | Shankar Mahadevan, Ehsaan Noorani et Loy Mendonsa (Kal Ho Naa Ho) |
| Meilleur parolier                       | Javed Akhtar (Kal Ho Naa Ho)                                      |
| Meilleur chanteur de playback           | Sonu Nigam pour la chanson « Kal Ho Naa Ho » (Kal Ho Naa Ho)      |
| Meilleure chanteuse de playback         | Shreya Ghoshal pour la chanson « Jaadu Hai Nasha Hai » (Jism)     |

### Récompenses techniques
| Catégorie                          | Lauréat                                                                   |
| ---------------------------------- | ------------------------------------------------------------------------- |
| Meilleure direction artistique     | Sharmista Roy (Kal Ho Naa Ho)                                             |
| Meilleure photographie             | Anil Mehta (Kal Ho Naa Ho)                                                |
| Meilleur montage                   | Rajkumar Hirani (Munna Bhai M.B.B.S.)                                     |
| Meilleure chorégraphie             | Farah Khan sur la chanson « Maahi Ve » (Kal Ho Naa Ho)                    |
| Meilleure histoire                 | Karan Johar (Kal Ho Naa Ho)                                               |
| Meilleur scénario                  | Rajkumar Hirani, Lajan Joseph et Vidhu Vinod Chopra (Munna Bhai M.B.B.S.) |
| Meilleurs dialogues                | Abbas Tyrewala (Munna Bhai M.B.B.S.)                                      |
| Meilleure musique d'accompagnement | Shankar Mahadevan, Ehsaan Noorani et Loy Mendonsa (Kal Ho Naa Ho)         |
| Meilleurs costumes                 | Manish Malhotra (Kal Ho Naa Ho)                                           |
| Meilleur maquillage                | Mickey Contractor (Kal Ho Naa Ho)                                         |
| Meilleur son (film)                | Jeetendra Chaudhary (Koi... mil gaya)                                     |
| Meilleur son (chanson)             | Satish Gupta (Koi... mil gaya)                                            |
| Meilleur doublage                  | Leslie Fernandes (LOC Kargil)                                             |
| Meilleurs effets spéciaux          | Bimmini Special Fx, Digital Art Media (Koi... mil gaya)                   |